# Coupe de l'UFOA 1986
Navigation
Édition précédente Édition suivante
La Coupe de l'UFOA 1986 est la dixième édition de la Coupe de l'UFOA, qui est disputée par les meilleurs clubs d'Afrique de l'Ouest non qualifiés pour la Coupe des clubs champions africains ou la Coupe d'Afrique des vainqueurs de coupe.
Toutes les rencontres sont disputées en matchs aller et retour. Cette compétition voit le sacre du tenant du titre, l'Africa Sports de Côte d'Ivoire qui bat les Ghanéens d'Asante Kotoko en finale.

## Premier tour
- Matchs disputés les 6 et 20 juillet 1986.

| Équipe 1               | Résultat | Équipe 2                    | Aller | Retour |
| ---------------------- | -------- | --------------------------- | ----- | ------ |
| Stade d'Abidjan        | 5 - 2    | Saint Joseph Warriors       | 4 - 0 | 1 - 2  |
| SEIB Diourbel          | 3 - 0    | Sporting Clube de Bissau    | 3 - 0 | 0 - 0  |
| Entente II Lomé        | 1 - 3    | Africa Sports (T)           | 0 - 1 | 1 - 2  |
| Hafia FC               | 2 - 1    | ASRAN Ouagadougou           | 1 - 0 | 1 - 1  |
| Asante Kotoko          | -        | Real Republicans FC forfait | -     | -      |
| Université du Bénin FC | -        | ASC Police forfait          | -     | -      |

## Quarts de finale
- Matchs disputés les 3 et 17 août 1986.

| Équipe 1          | Résultat | Équipe 2               | Aller | Retour |
| ----------------- | -------- | ---------------------- | ----- | ------ |
| Asante Kotoko     | 6 - 1    | Hafia FC               | 4 - 0 | 2 - 1  |
| SEIB Diourbel     | 4 - 2    | Université du Bénin FC | 3 - 2 | 1 - 0  |
| (T) Africa Sports | -        | exempt                 | -     | -      |
| Stade d'Abidjan   | -        | exempt                 | -     | -      |

## Demi-finales
- Matchs disputés les 9 et 16 novembre 1986.

| Équipe 1          | Résultat | Équipe 2        | Aller | Retour |
| ----------------- | -------- | --------------- | ----- | ------ |
| SEIB Diourbel     | 2 - 4    | Asante Kotoko   | 2 - 2 | 0 - 2  |
| (T) Africa Sports | 3 - 2    | Stade d'Abidjan | 2 - 2 | 1 - 0  |

## Finale
- Matchs disputés les 14 et 28 décembre 1986.

| Équipe 1          | Résultat      | Équipe 2      | Aller | Retour |
| ----------------- | ------------- | ------------- | ----- | ------ |
| (T) Africa Sports | 2 - 2 6-5 tab | Asante Kotoko | 2 - 0 | 0 - 2  |